# Malin Svahnström
Malin Erika Helena Svahnström (Upplands Väsby, 10 giugno 1980) è un'ex nuotatrice svedese.

## Carriera
Ha fatto parte, anche se solo in batteria, della staffetta che ha vinto la medaglia di bronzo nella 4x100m misti alle Olimpiadi di Sydeny 2000.

## Palmarès
- Giochi olimpici

Sydney 2000: bronzo nella 4x100m stile libero.
- Mondiali in vasca corta

Hong Kong 1999: oro nella 4x200m stile libero.
- Europei

Siviglia 1997: argento nella 4x100m e 4x200m stile libero.
Istanbul 1999: oro nella 4x100m misti, argento nella 4x100m stile libero e nella 4x200m stile libero.